# Ella Øverbye

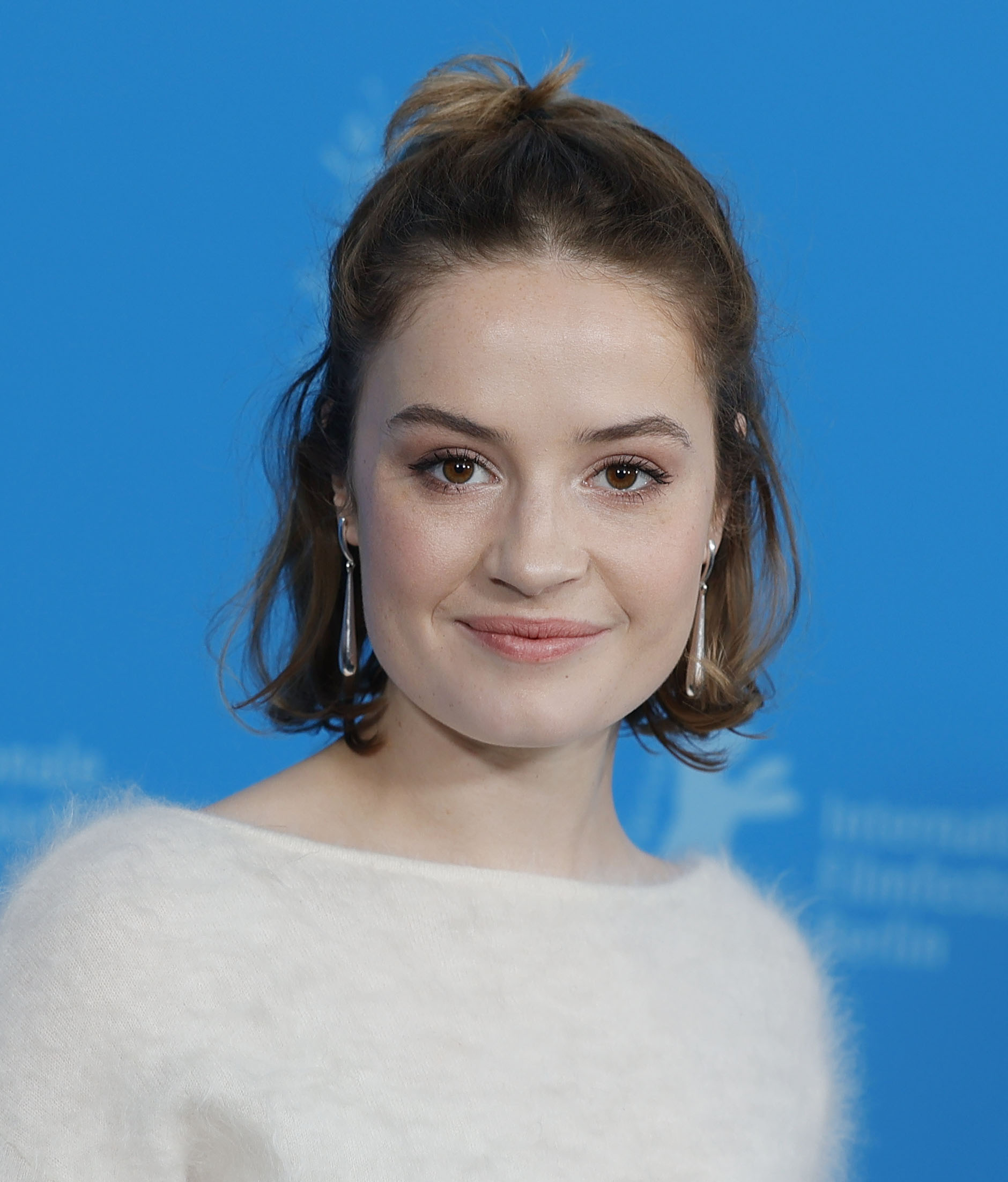
Ella Øverbye (2025)

Ella Øverbye (* 10. November 2004) ist eine norwegische Schauspielerin.

## Leben und Karriere
Ella Øverbye begann bereits als Schülerin eine Zusammenarbeit mit dem Filmregisseur und Drehbuchautor Dag Johan Haugerud. Sie übernahm 2019 in dessen Spielfilm Barn (wörtlich: Kinder; englischer Titel: Beware of Children) die Hauptrolle der 13-jährigen Lykke, Tochter eines Politikers der sozialdemokratischen Arbeiderpartiet. Als Jamie, ein Mitschüler von ihr und Sohn eines Politikers einer rechtspopulistischen Partei, schwer verletzt aufgefunden wird, bezichtigen andere Schüler Lykke, für diese Verletzung verantwortlich zu sein. Jamie stirbt im Krankenhaus. Lykke beteuert, dass es sich um einen Unfall gehandelt habe, doch niemand glaubt ihr. Der Film gewann eine Reihe von nationalen und internationalen Preisen, unter anderem den Filmpreis des Nordischen Rates.
2024 spielte Ella Øverbye in Drømmer (deutscher Verleihtitel: Oslo-Stories: Träume), einem weiteren Spielfilm von Dag Johan Haugerud, eine 16-jährige Schülerin, die sich unglücklich in ihre Französischlehrerin verliebt. Der Film ist der zweite Teil einer Trilogie Haugeruds, die sich mit der Komplexität menschlicher Beziehungen, Sexualität und gesellschaftlichen Normen befasst. Drømmer wurde 2025 mit dem Hauptpreis der Berlinale ausgezeichnet.
Eine Hauptrolle verkörpert Ella Øverbye auch in der norwegisch-deutschen True-Crime-Fernsehserie Flukten fra Bolivia (deutscher Titel: Flucht aus Bolivien). Die deutsche Erstausstrahlung ist für 2026 in der ARD Mediathek geplant.

## Filmografie
- 2019: Barn – Regie: Dag Johan Haugerud
- 2024: Kanskje det var elefanter – Regie: Torill Kove (Kurzfilm für Kinder)
- 2024: Oslo-Stories: Träume (Drømmer) – Regie: Dag Johan Haugerud
- 2025: Flukten fra Bolivia – Regie: Emilie Beck (TV-Serie)